# 撕脱傷
撕脱伤（avulsion，avulsion injury）又稱撕除傷、撕裂傷，是身体结构因创伤或手术而扯开、拽离或撕除的损伤。此時表層皮膚已被撕裂，內部的皮下組織、肌肉、腱或骨骼都能被看到。撕裂傷有點像擦傷，但實際上比擦傷要嚴重的多。交通事故中的傷者有時就會出現撕裂傷。大多数撕脱伤患者需要植皮。